# Атанас Петров (офицер)
Вижте пояснителната страница за други личности с името Атанас Петров.
Атанас Петров Петров е български офицер, генерал-майор от пехотата, командир на 2-ра бригада от 10-а пехотна сборна дивизия през Балканската (1912 – 1913) и Междусъюзническата война (1913), командир на 52-ри пехотен полк по време на Първата световна война (1915 – 1918).

## Биография
Атанас Петров е роден на 7 април 1865 г. в Котел, Османска империя. На 8 октомври 1886 г. постъпва във Военното на Негово Княжеско Височество училище, завършва с 9-и випуск, на 8 ноември 1887 г. е произведен в чин подпоручик и зачислен в 11-и пехотен сливенски полк. На 7 ноември 1890 г. е произведен в чин поручик, а през 1898 е назначен за командир на рота от полка. През 1897 г. е произведен в чин капитан, на 31 декември 1906 г. в чин майор, а на 22 септември 1912 г. в чин подполковник. В периода от производството си в чин до 1912 г. служи като адютант на 1-ва бригада от 2-ра пехотна тракийска дивизия, в Главното интендантство и като помощник-командир на 35-и пехотен врачански полк.
Подполковник Атанас Петров взема участие в Балканската (1912 – 1913) и Междусъюзническата война (1913) като командир на 2-ра бригада от 10-а пехотна сборна дивизия. През Първата световна война (1915 – 1918) е командир на 52-ри пехотен полк, за която служба съгласно заповед № 679 от 1917 г. е награден с Военен орден „За храброст“ IV степен, 2 клас., след което съгласно заповед № 355 от 1921 г. е награден с Народен орден „За военна заслуга“ III степен с военно отличие. През 1916 г. е произведен в чин полковник. Служи като командир на 4-та пехотна преславска дивизия и към Главното тилово управление. На 31 октомври 1918 г. е уволнен от служба. На 31 декември 1935 г. е произведен чин генерал-майор.
През 1939 г. о. з. генерал Атанас Петров предоставя 264 хил. лв. за образуване при Министерството на народното просвещение (МНП) на фонд на негово име и на името на покойната му съпруга Мария за подпомагане на бедни деца, включително и такива от рода му, „но непременно ученолюбиви и даровити, обещаващи да бъдат полезни граждани на своето Отечество“. Към 1 януари 1948 г. фондът разполага с 468 хил. лв., като същата година е ликвидиран с вливането на фонд „Завещатели и дарители“ при МНП в държавния бюджет.

## Военни звания
- Подпоручик (7 ноември 1887)
- Поручик (7 ноември 1890)
- Капитан (1897)
- Майор (31 декември 1906)
- Подполковник (22 септември 1912)
- Полковник (1916)
- Генерал-майор (31 декември 1935)

## Награди
- Военен орден „За храброст“ IV степен, 2-ри клас (1917)
- Народен орден „За военна заслуга“ III степен с военно отличие (1921)
- Орден „Св. Алексадър“ ІV та степен с мечове по средата